# Шенис
Шенис (нем. Schänis) — коммуна в Швейцарии, в кантоне Санкт-Галлен. 
Входит в состав округа Зее-Гастер. Население составляет 3478 человек (на 31 декабря 2007 года). Официальный код — 3315.